# Oca de galta blanca

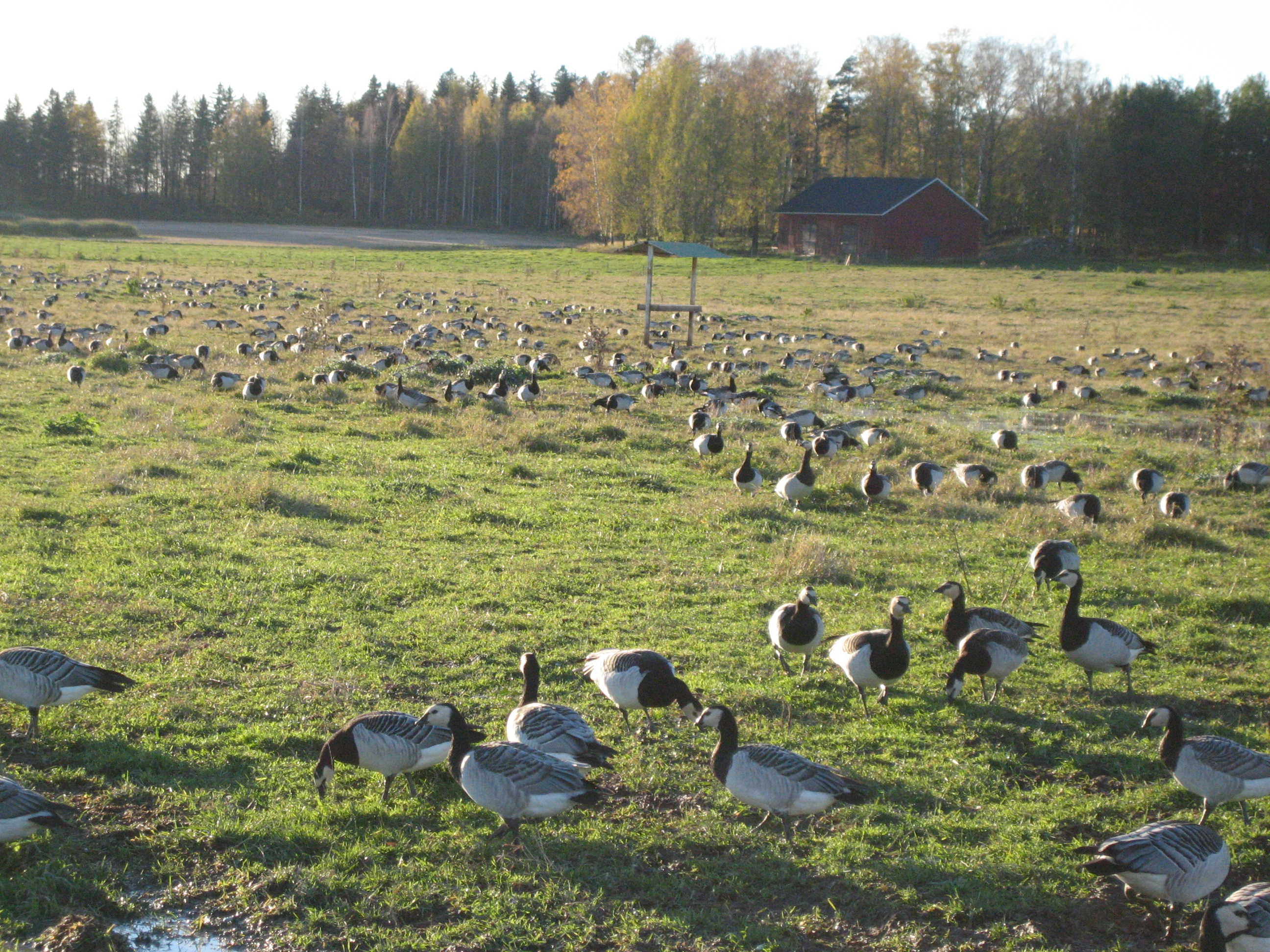
Un esbart a Finlàndia

L'oca de galta blanca (Branta leucopsis), també anomenada oca galtablanca a les Illes Balears, és una espècie d'ocell de la família dels anàtids i de l'ordre dels anseriformes, considerada una oca. És freqüent al Nord d'Europa, fins a Groenlàndia. A vegades és possible observar-ne en l'extrem nord-oriental de l'Amèrica del Nord.
El nom específic de leucopsis vol dir que té la cara blanca
En anglès s'anomena Barnacle goose, literalment "percebe oca", i el nom de barnacle primer designava l'ocell i posteriorment es va aplicar al percebe.
Pertany al gènere Branta amb plomes negres que els diferencien dels anàtids del gènere Anser que les tenen grises.

## Distribució
Crien a les illes àrtiques de l'Atlàntic Nord. Hi ha tres poblacions principals:
- Crien a Groenlàndia, hivernen a les Hèbrides de l'oest d'Escòcia i en l'oest d'Irlanda. Població d'unes 40.000.
- Crien a Svalbard, hivernen a Solway Firth al límit entre Anglaterra/Escòcia Unes 24.000.
- Crien a Novaya Zemlya, hivernen als Països Baixos. Unes 130.000.
- Una població derivada de la de Novaya Zemlya, observada des de 1975, crien en les illes del mar Bàltic (Estònia, Finlàndia, Dinamarca, i Suècia), i hivernen als Països Baixos. Unes 8.000.

Als Països Catalans, pot haver-n'hi una presència accidental a l'hivern. Tot i això, cada vegada hi són més freqüents les observacions d'exemplars que s'han escapat de captivitat.

## Reproducció
Malgrat tractar-se d'un ocell, cria en les paret rocoses inaccessibles i els seus pollets han de saltar a terra, ja que com la resta de les oques no són alimentats pels seus pares, quan tenen tres dies de vida, per alimentar-se. Una part d'ells moren pel cop i són menjats per la guineu àrtica i l'os polar.

## Cultura popular
En època medieval s'estengué la llegenda sobre que aquests ocells naixien directament dels arbres i que per tant no era carn, ja que no havien sortit de la carn. Per a la cuina medieval en certes regions, es considerava, doncs, que la carn d'aquesta au no trencava l'abstinència de la quaresma, tot i això un Papa de Roma, en el quart concili de Letrà al segle xiii, ratificà que aquest era una mena d'ànec i que no era permès menjar-lo en aquells dies d'abstinència.
També en el judaisme es considerava pel seu llegendari mode de reproducció que la Branta leucopsis era menjar caixer.